# 贝克 (荷兰林堡省)

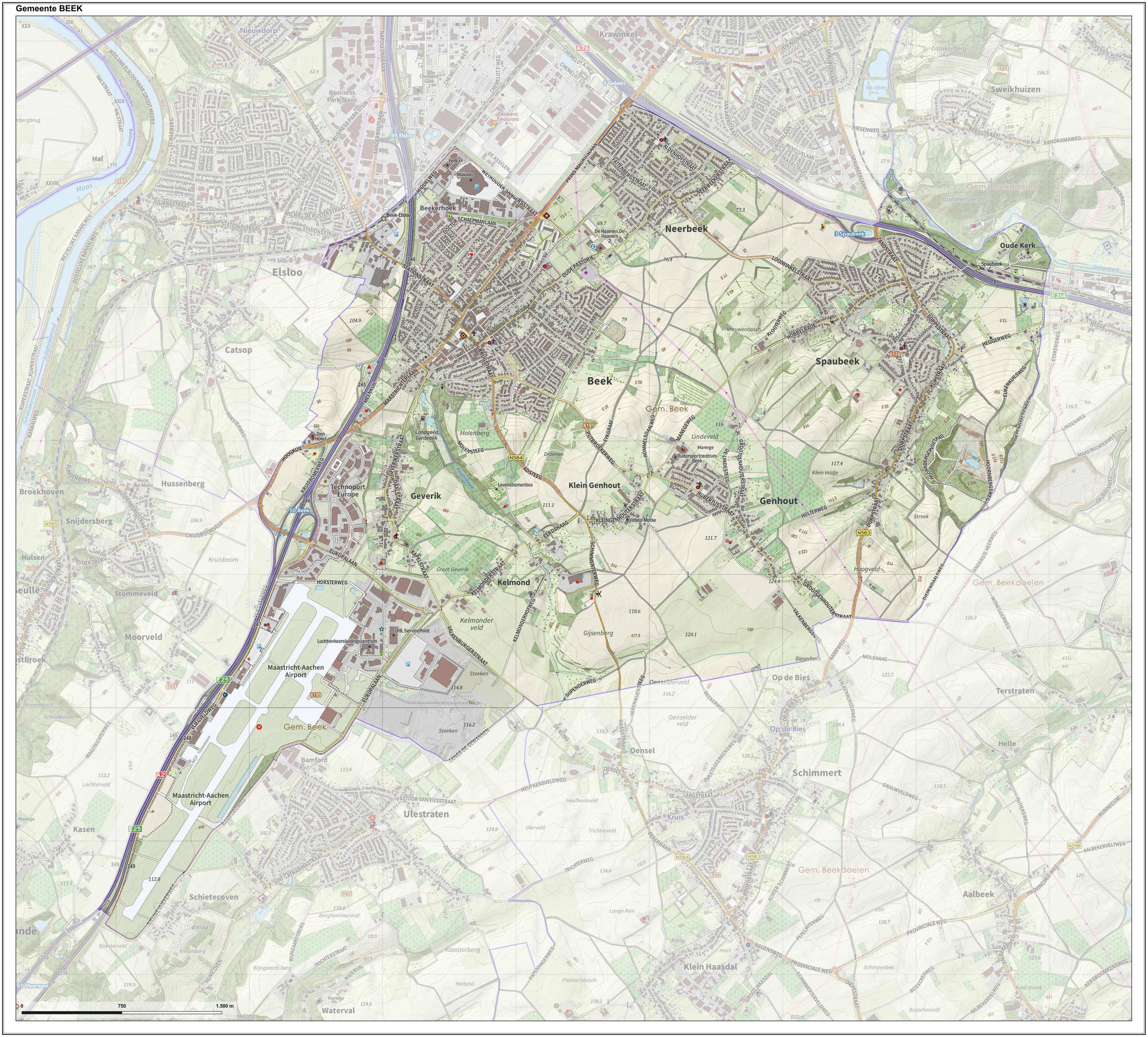
贝克的地形图，2015年6月

贝克（荷兰语：Beek，讀音ⓘ ）是荷兰林堡省的一个市镇。 截至2012年，贝克的人口约为16,400人，其中约8,800人居住在贝克的城镇区。